# 自由職業
自由職業（英語：Freelance，自由工作者或簡稱自由業）泛指自由記者、自由作家、SOHO族、徵信社、事務所、承包商、獨立委員會等，沒有隸屬於任何公司或和特定公司簽訂專屬契約的職業型態。自由業者亦可能因為業務原因而自組公司，為其業務相關開支作扣減之用。無特定工作類型，沒有隸屬於任何組織無退休金制度。而派遣職員因為是與派遣公司簽下契約的員工，所以有別於自由業是受僱傭的領薪階級（公務員、藍領）。而現在自由職業已較無特定領域分別。
因應世界的社會與經濟的變遷，正職工作者也在非上班時間成為了自由職業，並使用各種技能來增加收入，也因為每個自由工作者的專門領域可能不只一項，因而衍伸出了「斜槓經濟」一詞。

## 語源
自由职业的英語語源「Free lance」要追遡到中世紀的歐洲，國王與貴族每遇到戰爭都會和傭兵團簽立雇用契約，其中有不屬於傭兵團的士兵。當時的槍騎兵多會附帶從屬的歩兵或弓兵，因此簽契約時是以槍的隻數計算成為一個戰鬥單位，「Freelance」從此就被使用為表示尚未和敵方勢力簽約（FREE）的戰鬥單位（LANCE）之單字。當時意指士兵的「free lancer」到了近代後，轉變為表示脫離組織工作的狀態，自由契約的「free」則是指政治立場自由。「Free lance」這個字第一次出現在1819年由蘇格蘭小說《撒克遜英雄傳》（Ivanhoe）中。

## 自由契約職業的例子
- 斜槓族
- 作家、記者、撰稿人
- 漫畫家、插畫家、動畫師
- 演員、主持人、配音員
- 音樂人
- 翻譯、口譯
- Youtuber
- 外送員
- 動物訓練師

## 外部連結
- 做Freelancer的5大貼士 （页面存档备份，存于）